# Misje dyplomatyczne na Łotwie
     Łotwa
     Kraje, które mają swoje przedstawicielstwa dyplomatyczne na Łotwie z siedzibą w Rydze

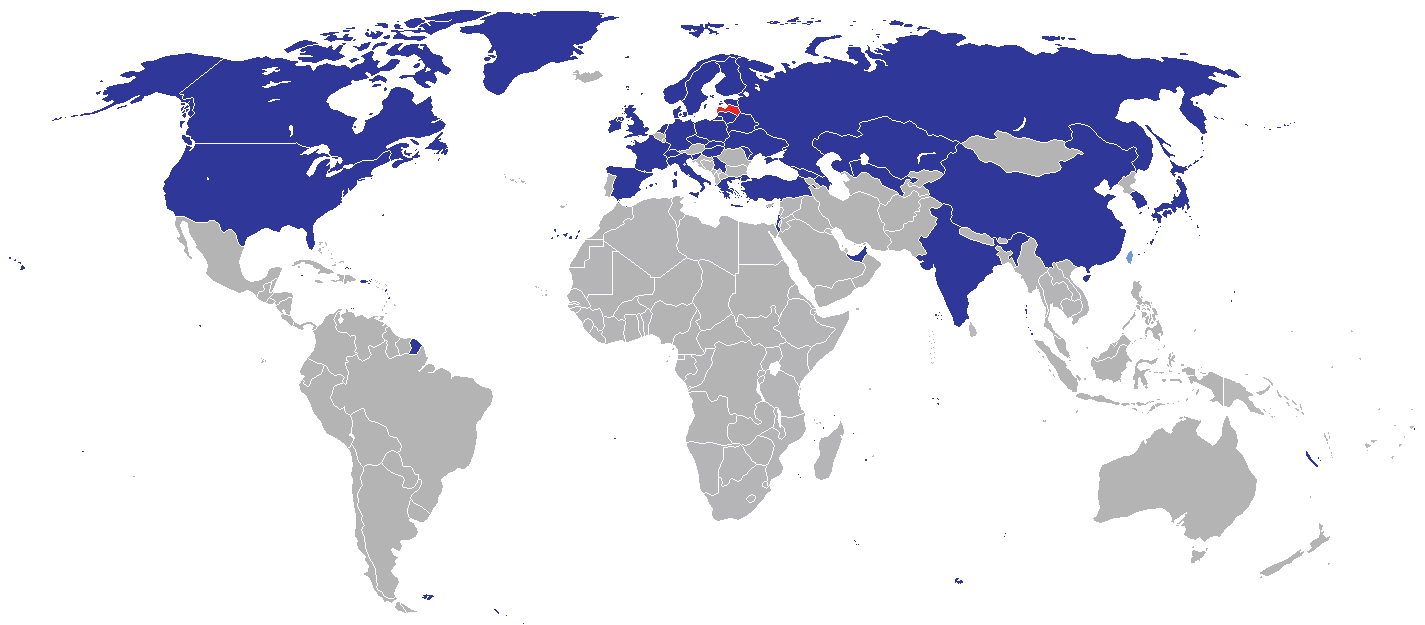
Łotwa
Kraje, które mają swoje przedstawicielstwa dyplomatyczne na Łotwie z siedzibą w Rydze

Misje dyplomatyczne na Łotwie – obecne przedstawicielstwa dyplomatyczne w Republice Łotewskiej. Stan na październik 2019. Lista pomija ambasadorów wizytujących i konsulów honorowych.
Dziekanem korpusu dyplomatycznego akredytowanego na Łotwie jest szef misji dyplomatycznej w najwyższej klasie i o najdłuższym stażu.

## Misje dyplomatyczne na Łotwie
Wszystkie przedstawicielstwa mają swoją siedzibę w Rydze.
| - Austria - Białoruś - Czechy - Dania - Estonia - Finlandia - Francja - Grecja - Hiszpania - Holandia - Irlandia - Litwa - Mołdawia - Niemcy - Norwegia - Polska - Rosja - Słowacja - Szwajcaria - Szwecja - Ukraina - Węgry - Wielka Brytania - Włochy | - Azerbejdżan - Chiny - Gruzja - Izrael - Japonia - Kazachstan - Korea Południowa - Turcja - Uzbekistan - Zjednoczone Emiraty Arabskie | - Kanada - Stany Zjednoczone - Unia Europejska - NATO - Zakon Maltański |

## Misje dyplomatyczne przy innych państwach z dodatkową akredytacją na Łotwie
| Europa Kopenhaga Bośnia i Hercegowina Helsinki Islandia Sztokholm Belgia Chorwacja Cypr Kosowo Portugalia Serbia Warszawa Albania Bułgaria Czarnogóra Luksemburg Macedonia Północna Słowenia Wilno Rumunia Stolica Apostolska | Azja Berlin Kuwejt Laos Haga Jordania Helsinki Arabia Saudyjska Malezja Palestyna Kopenhaga Nepal Londyn Oman Mińsk Kirgistan Syria Tadżykistan Turkmenistan Moskwa Bangladesz Kambodża Mjanma Paryż Bahrajn Sztokholm Indie Indonezja Iran Korea Północna Sri Lanka Tajlandia Wietnam Warszawa Afganistan Filipiny Irak Katar Liban Mongolia Pakistan Wilno Armenia | Australia i Oceania Sztokholm Australia Warszawa Nowa Zelandia | Afryka Berlin Burkina Faso Ghana Mali Mauretania Togo Bruksela Etiopia Haga Burundi Rwanda Senegal Helsinki Namibia Kijów Nigeria Kopenhaga Benin Moskwa Czad Gabon Gwinea Kongo Sztokholm Angola Botswana Egipt Libia Maroko Południowa Afryka Sudan Tanzania Zambia Warszawa Algieria Tunezja | Ameryka Południowa Berlin Ekwador Paragwaj Bruksela Honduras Helsinki Argentyna Peru Urugwaj Oslo Wenezuela Sztokholm Brazylia Chile Warszawa Kolumbia | Ameryka Północna Berlin Gwatemala Helsinki Kuba Nikaragua Sztokholm Meksyk Salwador Warszawa Panama |

## Misje konsularne na Łotwie
uwzględniono jedynie konsulaty zawodowe
- Konsulat Generalny Białorusi w Dyneburgu
- Konsulat Generalny Rosji w Dyneburgu
- Konsulat Generalny Rosji w Lipawie